# آگوستنبورگ
آگوستنبورگ (به لاتین: Augustenborg) یک شهرک در دانمارک است که در سوندربرگ واقع شده‌است. آگوستنبورگ ۳٬۲۲۲ نفر جمعیت دارد.